# Arthur Henry Cobby
Arthur Henry Cobby, avstralski častnik, vojaški pilot in letalski as, * 26. avgust 1894, Melbourne, Viktorija, Avstralija, † 11. november 1955, Heidelberg, Viktorija, Avstralija.  	
Cobby je v svoji vojaški karieri dosegel 29 zračnih zmag. Bil je najboljši letalski as Avstralskega letalskega korpusa in edini Avstralec, ki je sestrelil 5 balonov.

## Napredovanja
- Stotnik (Captain) 1918
- Major (Squadron Leader) 1927
- Podpolkovnik (Wing Commander) 1931
- Polkovnik (Group Captain) 1940
- Brigadni general (Air Commodore) 1943

## Odlikovanja
- Distinguished Service Order (DSO)
- Distinguished Flying Cross (DFC) & 2 ploščici